# The Radio Man

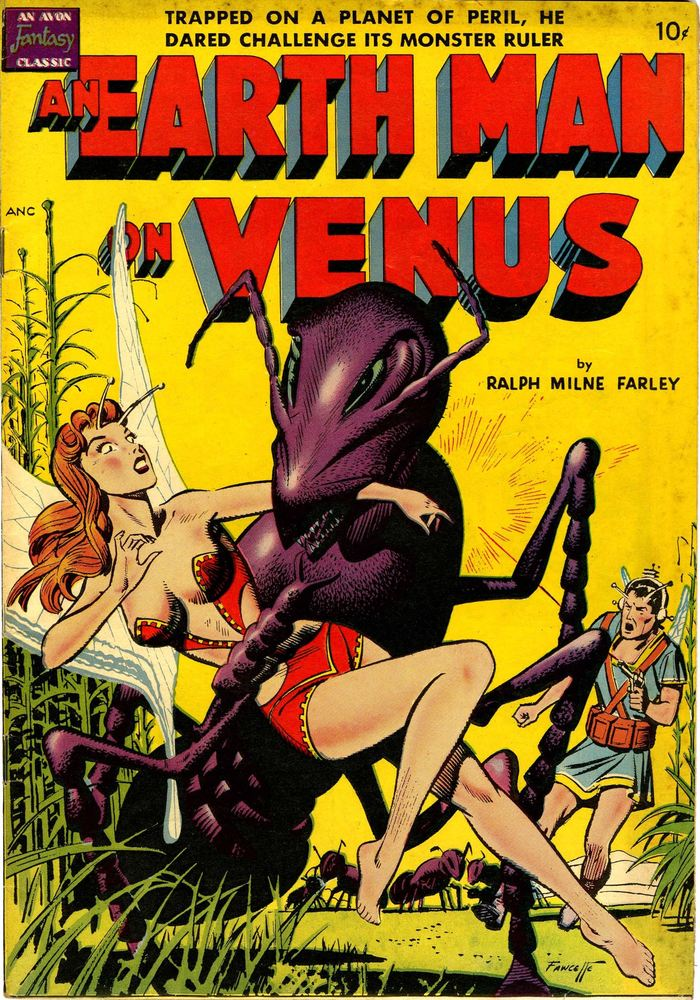
Coperta unei adaptări de benzi desenate, artă de Gene Fawcette.

The Radio Man este un roman științifico-fantastic din 1924 scris de Ralph Milne Farley influențat de lucrările lui Edgar Rice Burroughs. A fost prima oară publicat sub formă de serial în revista Argosy începând cu 26 iunie 1924. Romanul este o imitare a aventurilor lui John Carter sau ale lui Jason Croft (James Ullrich Giesy), dar într-un stil alert, cu un oarecare umor și lovituri de teatru. Romanul a avut succes la public și prin urmare a avut mai multe continuări ’’The Radio Beasts’’ (1925), ’’The Radio Planet’’ (1926), ’’The Radio Man Returns’’ (1939) și ’’The Radio Minds of Mars’’ (neterminat, publicat în revista Spaceway din iunie 1955).

## Povestea
Ralph Milne Earley găsește în grădina sa un meteorit care conține un mesaj pentru scriitor trimis de un oarecare Myles S. Cabot, un expert în radio. Acesta, datorită unor manipulări defectuoase a fost expediat pe Venus (transmițător de materie) unde a fost capturat de o specie de furnici uriașe numite Formieni. Myles S. Cabot este făcut prizonier și află că Formienii sunt în război cu Cupienii, ființe umane înaripate și cu mici antene pe cap. Cabot mai află că mai există o prizonieră, prințesa Lilla, fiica regelui Kew. El se îndrăgostește de prințesă dar ea este dezgustată de aspectul lui fără aripi și antene. Cabot face rost de aripi și antene false și reușește să fusă cu prințesa. Odată sosiți la curtea regelui Kew, intrigile unui prinț care dorea să ajungă rege, îi desparte pe cei doi îndrăgostiți. 
Urmează lupta finală între oamenii furnici și oamenii înaripați. Datorită ajutorului lui Cabot oamenii furnică sunt învinși, iar el se însoară cu Lilla.

## Istoria publicării
- 1924, Statele Unite, Argosy, Data publicării: 26 iunie 1924, Serializat în revistă în 4 părți
- 1939, Statele Unite, Famous Fantastic Mysteries, Data publicării: decembrie 1939, Serializat în revistă în 3 părți
- 1948, Statele Unite, Fantasy Publishing Company, Inc. OCLC 1293452, Data publicării: 1948, Hardback, prima publicare sub formă de carte
- 1950, Statele Unite, Avon 285 OCLC 82833030, Data publicării: 1950, Paperback, publicat sub denumirea An Earthman on Venus
- 2007, Statele Unite, Pulpville Press, Paperback.